# Apokoronas
Apokoronas (in greco Αποκόρωνας?) è un comune della Grecia situato nell'isola di Creta (unità periferica di La Canea) con 12.112 abitanti secondo i dati del censimento 2001.
È stato istituito a seguito della riforma amministrativa detta Programma Callicrate in vigore dal gennaio 2011 che ha abolito le prefetture e accorpato numerosi comuni